# Бич (Северна Дакота)
Бич (енгл. Beach) град је у америчкој савезној држави Северна Дакота.

## Демографија
По попису из 2010. године број становника је 1.019, што је 97 (-8,7%) становника мање него 2000. године.
| Група             | 2000.         | 2010.       |
| Белци             | 1.096 (98,2%) | 980 (96,2%) |
| Афроамериканци    | 0 (0,0%)      | 6 (0,6%)    |
| Азијати           | 2 (0,2%)      | 1 (0,1%)    |
| Хиспаноамериканци | 11 (1,0%)     | 22 (2,2%)   |
| Укупно            | 1.116         | 1.019       |